# Dagmar (presentadora de televisión)
Dagmar Rivera (Brooklyn, Nueva York; 24 de marzo de 1955) es una presentadora de televisión, actriz y cantante.

## Biografía
Nació en Brooklyn, Nueva York, y se crio en Dorado, Puerto Rico. Comenzó su carrera como cantante en 1976. El único sencillo de su primer álbum fue «Soy sólo una mañana», por el compositor puertorriqueño Rafi Monclova. También formó parte de un grupo vocal llamado: Allegro, compuesto por Tito Lara, Ángel Cuco Peña y Lunna, entre otros, también el grupo del evangelio: Spiritual, y el trío vocal femenino: The Masterpiece.

### Comediante
Durante la década de 1970, comenzó su carrera como comediante con su papel de niña Dagmarita en la serie de comedia titulada Esto No Tiene Nombre, emitida por WAPA-TV.
Apareció como comediante en el programa de televisión de Nydia Caro como Dagmarita, Los Kakucómicos, y de 1985 a 1991, protagonizó junto a Lou Briel dos programas de televisión. La comedia musical En Broma y en Serio, y la serie de televisión infantil Teatrimundo, ambas emitidas por Telemundo. Sandra Zaiter también participó en esta última. Años más tarde, apareció junto a Zaiter en Telecómicas.

### Presentadora de televisión
Al llegar la década de 1980, Dagmar fue conductora del programa de variedades en Estudio Alegre, en sustitución de Awilda Carbia, junto a Juan Manuel Lebrón y Otilio Warrington. También fue una de las conductoras del programa de juegos Súper Sábados, junto a Eddie Miró y Johanna Rosaly.
Durante la década de los 90 presentó durante varios años el programa de juegos Dame un Break, emitido inicialmente por WAPA-TV y posteriormente en Telemundo.
Actualmente, Dagmar conduce el programa de mediodía Día a Día con Raymond y Dagmar, junto a Raymond Arrieta, emitido por Telemundo.

## Vida personal
El 10 de noviembre de 2008, su productor de televisión Antonio (Tony) Mojena y su compañero Raymond interrumpieron su programación para anunciar que Dagmar se mantendría alejada de las cámaras durante varios meses mientras recibe quimioterapia y radioterapia por un tumor canceroso encontrado en la base de la lengua que no parece haber hecho metástasis. Otras emisoras se unieron para desearle una pronta y total recuperación. Regresa totalmente recuperada al programa el 12 de mayo de 2009 durante una transmisión especial a la que asistieron muchos de los casi treinta animadores que la sustituyeron, así como el exgobernador Luis Fortuño y la ex primera dama Lucé Vela.